# Sligo GAA
Lo Sligo County Board, più conosciuto come Sligo GAA, è uno dei 32 county board irlandesi responsabile della promozione degli sport gaelici nella contea di Sligo e dell'organizzazione dei match della propria rappresentativa (Sligo GAA è usato anche per indicare le franchigie degli sport gaelici della contea) con altre contee.

## Calcio gaelico

### Inter-county
Tolta la piccola contea di Leitrim e le meno competitive compagini estere ospiti del torneo provinciale del Connacht, Sligo è la formazione meno titolata della provincia. Questo è dovuto al fatto che la contea è ben meno popolata delle due forze dominanti del Connacht: Galway e Mayo, nonché alla presenza nel capoluogo di una squadra di calcio, lo Sligo Rovers Football Club, che necessariamente sposta su di sé parte dell'attenzione di pubblico, finanziamenti e giocatori.

Ne risulta che, nonostante il calcio gaelico sia piuttosto seguito, la squadra di Sligo abbia ottenuto soltanto tre Connacht Senior Football Championships, uno solo in più di Leitrim anche se l'ultimo è piuttosto recente, del 2007. Nessun titolo nazionale, invece, in bacheca.
La squadra vanterebbe un ulteriore titolo, quello del 1922. In quell'occasione la franchigia batté Galway nella finale provinciale e in seguito ebbe la meglio su Tipperary nella semifinale nazionale, accedendo alla finale dell'All-Ireland Senior Football Championship (unica volta della sua storia). Tuttavia Galway chiese il replay della finale per un "formalismo molto marginale", come venne più volte definito, ottenendolo: Sligo perse, non potendo così prendere parte all'ultimo atto dell'All-Ireland, venendo sostituita in maniera piuttosto controversa da Galway che non aveva disputato la semifinale.

Nel 1926 avvenne un fatto simile ma nella National Football League. Sligo batté Laois in semifinale, ma quest'ultima chiese di ridisputare l'incontro che avrebbe poi vinto. Di conseguenza Sligo è l'unica contea ad avere raggiunto sia la finale All-Ireland che della NFL, senza averne mai disputata una.
Dall'ultima finale provinciale vinta nel 2007, Sligo ha raggiunto la finale soltanto 8 anni dopo, sconfiggendo nel 2015 inaspettatamente Roscommon ma perdendo nettamente contro Mayo con l'umiliante risultato di 6-25 a 2-11.

### Club
La squadra di maggior successo nello Sligo Senior Football Championship è Tubbercurry, che ha vinto la competizione 19 volte, ultima nel 1991 anno a partire dal quale la rappresentativa della città della contea è andata incontro ad un continuo declino. La più forte invece a livello provinciale è St.Mary che ha vinto tre Connacht Senior Club Football Championships.

### Titoli della contea
Connacht Senior Football Championship: 3 - 1928, 1975, 2007.
Connacht Junior Football Championship: 8 - 1926, 1928, 1935, 1956, 1973, 1998, 2005, 2010.
Connacht Minor Football Championship: 2 - 1949, 1968.
All-Ireland Junior Football Championship: 1 - 1935.

## Hurling
L'hurling, come in tutto il Connacht a parte Galway, è molto poco popolare e i risultati ottenuti dalla contea lo attestano.

### Titoli
- Connacht Junior Hurling Championship:2
  - 1968, 1973
- The All-Ireland Senior Hurling Championship: The Nicky Rackard Cup
  - 2008

## Colori e simboli
Sligo gioca con una distintiva divisa nera, unica nel panorama delle franchigie della GAA. I colori della contea sono infatti il bianco e nero, ma l'attuale disposizione cromatica è piuttosto recente: storicamente infatti la squadra scendeva in campo con divise interamente bianche e calzoncini neri. 
 La prima volta che Sligo indossò la tenuta nera fu nel 1995, sostituita da un'altra nera soltanto un anno dopo. Dal 1997 al 2001 si tornò alla divisa classica, con maglia bianca. Fu nel 2001 che si tornò, per una situazione del tutto casuale, al nero: in una partita contro Kildare, squadra all white per tradizione, si decise di scegliere con monetina chi avrebbe dovuto indossare una tenuta alternativa, con esito sfavorevole a Sligo. La O'Neill's preparò pertanto nuovamente una divisa all-black che si rivelò fortunata dato che Sligo vinse inaspettatamente contro gli avversari. Si decise, per pura scaramanzia, di mantenere la stessa divisa e di alloggiare nello stesso hotel anche contro Dublino, ma la GAA multò il board per aver indossato senza motivo dei colori non registrati. Da quel momento in poi la divisa di Sligo è sempre stata completamente nera con inserti o dettagli bianchi. La maglia bianca, a volte anche con dettagli rossi, è stata usata raramente come change kit.
Fino al 2004 la franchigia ha usato come stemma quello della contea, sostituendolo poi con un logo nuovo più stilizzato, uno scudo coi colori della contea recante all'interno alcuni dei simboli più noti di Sligo: il Benbulben, il libro di Ballymote e la conchiglia, quest'ultima in riferimento al nome gaelico di città e contea, Sligeach, che significa "posto ricco di conchiglie".